# Rivarennes, Indre

Rivarennes este o comună în departamentul Indre, Franța. În 1 ianuarie 2022 avea o populație de 491 de locuitori.